# Steve Bellone

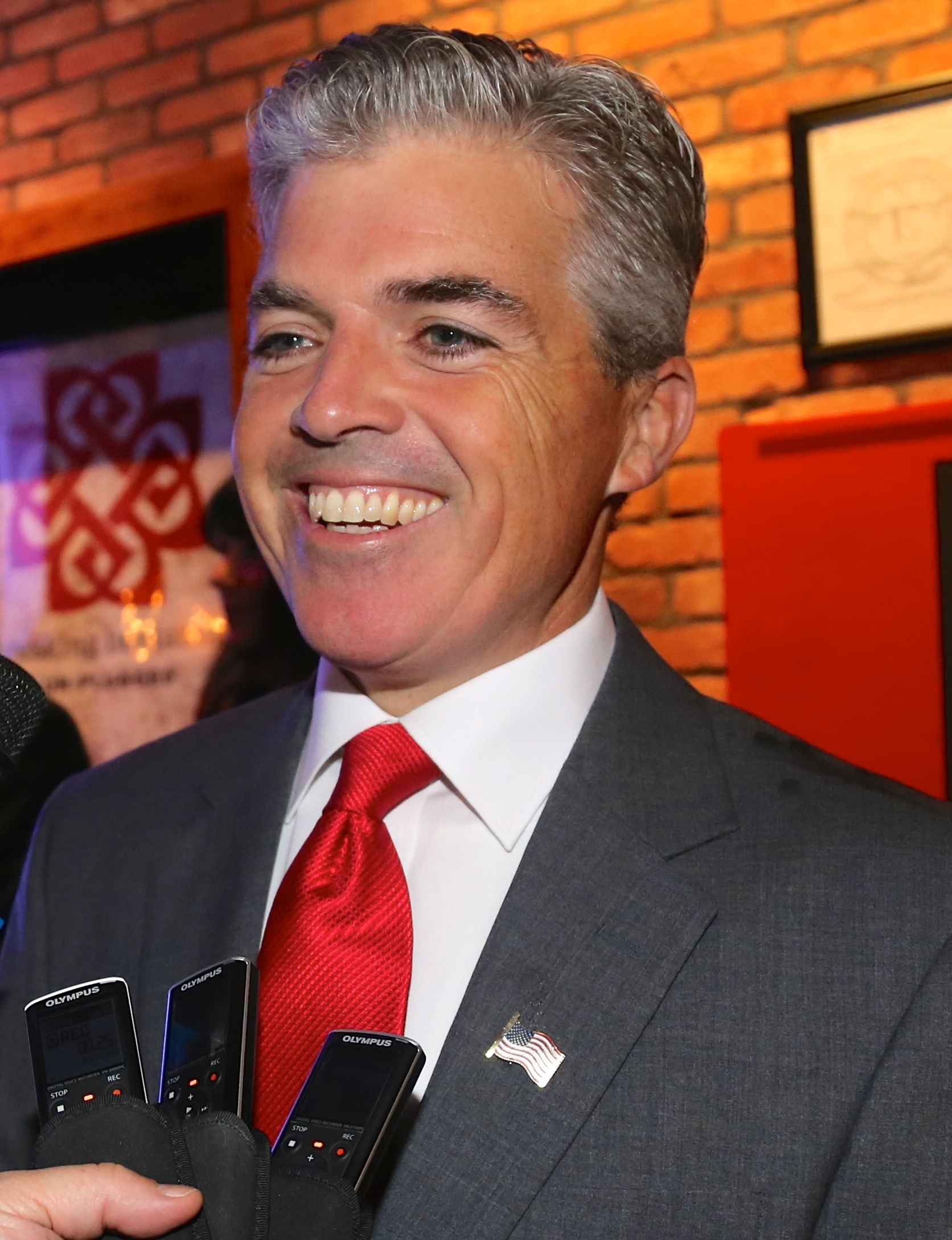
Steve Bellone (2014)

Steven „Steve“ Bellone (* 11. September 1969 in North Babylon, New York) ist ein US-amerikanischer Politiker. Er ist Mitglied der Demokratischen Partei und war vom 1. Januar 2002 bis zum 31. Dezember 2011 Stadtoberhaupt der Town of Babylon. Seit dem 1. Januar 2012 ist Bellone „County Executive“ des Suffolk County.

## Leben
Steve Bellone wuchs in Babylon auf und besuchte dort die Highschool. Danach studierte er Politikwissenschaften am Queens College in New York City, wo er 1991 seinen Bachelor of Arts erhielt. Im folgenden Jahr schrieb sich Bellone bei der United States Army ein, wo er als Telekommunikationsspezialist auf der Garnison Fort Leonard Wood in Missouri stationiert war. Parallel zu seinem Wehrdienst erwarb er den Master of Public Administration an der Webster University. Später erwarb Bellone an der Fordham University den Juris Doctor.

## Politische Karriere
Im Jahr 1997 wurde Steve Bellone Mitglied des Babylon Town Board, vier Jahre später wurde er zum Stadtoberhaupt („Town Supervisor“) der Town of Babylon im Suffolk County gewählt. Für die Einführung des „Long Island Green Homes“-Programms, dass Hausbesitzer in der Stadt zu einer Senkung der Energiebilanz ihrer Wohngebäude verpflichtete, wurde Bellone im Jahr 2009 durch den Sierra Club als Environmentalist of the Year ausgezeichnet.
Im November 2011 trat Bellone bei der Wahl zum „County Executive“ des Suffolk County an und setzte sich mit etwa 57 Prozent der Wählerstimmen gegen den Republikaner Angie Carpenter durch. Zum 1. Januar 2012 löste er somit Steve Levy ab. Das Amt des Stadtoberhauptes von Babylon wurde von Rich Schaffer übernommen. Bei der Wahl im November 2015 wurde Bellone mit 57,2 Prozent der Stimmen gegen Jim O’Connor in seinem Amt bestätigt. Zum 1. Januar 2016 begann seine zweite Amtszeit. Nach seiner erneuten Wiederwahl im November 2019 trat er am 1. Januar 2020 seine dritte Amtszeit an. Da das Amt des County Executive auf zwölf Jahre begrenzt ist, ist dies seine letzte Amtszeit.